# Petrovina Turopoljska
Petrovina Turopoljska je naseljeno mjesto u Republici Hrvatskoj u Zagrebačkoj županiji. Nalazi se u Turopolju, a administrativno je u sastavu grada Velike Gorice. Proteže se na površini od 2,63 km². Prema popisu stanovništva iz 2011. godine Petrovina Turopoljska ima 708 stanovnika koji žive u 140 domaćinstava. Gustoća naseljenosti iznosi 269 st./km².
U Petrovini Turopoljskoj nalazi se crkva sv. Mihovila.

## Stanovništvo
| broj stanovnika | 68    | 75    | 73    | 101   | 94    | 110   | 128   | 137   | 160   | 161   | 214   | 181   | 165   | 290   | 507   | 708   | 765   |
|                 | 1857. | 1869. | 1880. | 1890. | 1900. | 1910. | 1921. | 1931. | 1948. | 1953. | 1961. | 1971. | 1981. | 1991. | 2001. | 2011. | 2021. |